# Siergiej Biełogłazow
Siergiej Aleksiejewicz Biełogłazow (ros. Сергей Алексеевич Белоглазов, ur. 16 września 1956 w Królewcu) – radziecki zapaśnik w stylu wolnym. Złoty medalista z Igrzysk w Moskwie 1980 i Seulu 1988 w kategorii 57 kg. Był w drużynie ZSRR na Igrzyska w 1984, na które nie pojechał z powodu bojkotu.
Siedmiokrotny medalista Mistrzostw Świata, sześć razy złoty 1981,82,83,85,86,87. Pięć razy złoty medal na Mistrzostwach Europy z 1979, 1982, 1984, 1987 i 1988. Pierwszy w Pucharze Świata w 1980, 1981, 1982, 1986. Czterokrotny mistrz ZSRR w 1979, 1980, 1981 i 1982;  wicemistrz z 1977, 1985 i 1986 roku.
Jego brat bliźniak Anatolij także był zapaśnikiem, mistrzem olimpijskim z Moskwy.